# Daurel e Beton
Daurel e Beton és una cançó de gesta de la literatura occitana medieval. Es tracta d'una cançó en poc menys 2.200 versos decasíl·labs repartits en 53 laisses, escrita entre 1170 i 1200. Es creu que l'autor va viure entre l'Agenès i el Llemosí. Es conserva en un únic manuscrit, mal conservat; els darrers versos són il·legibles.
És citada en l'ensenhamen de Guerau de Cabrera.

## Resum de l'argument
Conta com Beuve d'Handstone i el comte Gui, amb qui s'han jurat fidelitat però que en realitat és un traïdor, viatgen a la cort de Carlemany on Beuve es casa amb Ermengarda, germana de Carlemany. De tornada a Poitiers, Ermengarda té un fill, Beton. Gui vol fer seva Ermengarda i acaba assassinant Beuve durant una cacera. L'emperador, subornat per Gui, dona Ermegarda en matrimoni al traïdor; veient-lo en perill, Ermengarda amaga el seu fill en una illa. Quan Beton és descobert i posat en perill, el joglar Daurel, que havia servit fidelment a Beuve i a qui Beuve havia fet senyor de Monclar, el rescata i se l'endu al seu castell. Gui assetja Monclar i Daurel salva Beton sacrificant el seu propi fill i marxa amb Beton a Babilònia. Beton creix a Babilònia on desenvolupa grans virtuts cavalleresques i corteses. Quan se li revela la història del seu naixement, decideix retornar per venjar-se però abans obté la mà de la filla de l'emir de Babilònia, Erimena, que es fa batejar. Daurel i Beton tornen i vengen Beuve. Beton es casa amb Erimena i es converteix en senyor dels dominis del seu pare.
Hi destaca la barreja d'arcaisme moral, on ressalta tot un fons de psicologia masculina, i innovació social, ja que té un caràcter plebeu, i on l'amistat entre els personatges de Beton i Daurel ultrapassa els lligams entre senyor i vassall. No fa concessions a un refinament psicològic, entre la màgia i la crueltat, i alguns crítics la consideren una obra rude i primitiva.